# Harum Scarum (альбом)
| Оценки критиков | Оценки критиков                                                          |
| Источник        | Оценка                                                                   |
| --------------- | ------------------------------------------------------------------------ |
| AllMusic        | 1 из 5 звёзд · 1 из 5 звёзд · 1 из 5 звёзд · 1 из 5 звёзд · 1 из 5 звёзд |

Harum Scarum — студийный альбом Элвиса Пресли, представлявший собой саундтрек к одноимённому фильму с его участием («Каникулы в гареме», вышедшему на экраны в 1965 году).
Альбом поступил в продажу 3 ноября 1965 года. В США он достиг 8 места в альбомном чарте Billboard Top LP’s (американского журнала «Билборд»).

## Подробности
Альбом записывался с 24-26 февраля 1965 года на студии «RCA Records» в Нашвилле, штат Теннесси. альбоме с тем же самым названием, поскольку фильм был выпущен в октябре. У этого фильма нет заглавной песни, несмотря на то, что лента была выпущена в Европе под названием — Harem Holiday, являющейся одной из песен фильма.

## Список композиций
| №  | Название                | Автор(ы)                               | {{{extra_column}}} | Длительность |
| -- | ----------------------- | -------------------------------------- | ------------------ | ------------ |
| 1. | «Harem Holiday»         | Peter Andreoli and Vince Poncia        | February 26, 1965  | 2:18         |
| 2. | «My Desert Serenade»    | Stanley J. Gelber                      | February 25, 1965  | 1:47         |
| 3. | «Go East - Young Man»   | Bernie Baum, Bill Giant, Florence Kaye | February 26, 1965  | 2:16         |
| 4. | «Mirage»                | Joy Byers                              | February 26, 1965  | 2:25         |
| 5. | «Kismet»                | Sid Tepper and Roy C. Bennett          | February 25, 1965  | 2:08         |
| 6. | «Shake That Tambourine» | Bernie Baum, Bill Giant, Florence Kaye | February 24, 1965  | 2:02         |

| №  | Название                               | Автор(ы)                               | {{{extra_column}}} | Длительность |
| -- | -------------------------------------- | -------------------------------------- | ------------------ | ------------ |
| 1. | «Hey Little Girl»                      | Joy Byers                              | February 25, 1965  | 2:15         |
| 2. | «Golden Coins»                         | Bernie Baum, Bill Giant, Florence Kaye | February 26, 1965  | 1:54         |
| 3. | «So Close, Yet So Far (From Paradise)» | Joy Byers                              | February 25, 1965  | 3:01         |
| 4. | «Animal Instinct» (bonus track)        | Bernie Baum, Bill Giant, Florence Kaye | February 26, 1965  | 2:13         |
| 5. | «Wisdom of the Ages» (bonus track)     | Bernie Baum, Bill Giant, Florence Kaye | February 25, 1965  | 1:55         |

## Состав музыкантов
- Элвис Пресли — вокал
- The Jordanaires — бэк-вокал
- Скотти Мур, Грэди Мартин, Чарли МакКой — гитара
- Генри Стрезелецкий — бас-гитара
- Флойд Крамер — фортепиано
- Доминик Фонтана, Кен Баттри — барабаны
- Хойт Хоукинс — тамбурин
- Джек Костанзо — конга, бонго
- Руфус Лонг — флейта
- Ralph Strobel — гобой